# Cooling
Cooling is een civil parish in het bestuurlijke gebied Medway, in het Engelse graafschap Kent met 216 inwoners.

## Kasteel
Het kasteel, gebouwd door Lord John de Cobham, bevat een inscriptie op het poortgebouw naar het buitenhof, waarin allen die mee hebben geholpen met de bouw worden bedankt. De inscriptie luidt als volgt:
Knoweth that beth and schal be
That I am mad in help of the cuntre.
In Knowyng of whiche thyng
This is chartre and wytnessing.
- Library of Congress Control Number: no2005091000
- Nationale Bibliotheek van Israël: 987007494199305171
- Virtual International Authority File: 137567679